# Asteronemertes gibsoni
Asteronemertes gibsoni är en djurart som tillhör fylumet slemmaskar, och som beskrevs av Chernyshev 1991. Asteronemertes gibsoni ingår i släktet Asteronemertes och familjen Tetrastemmatidae. Inga underarter finns listade i Catalogue of Life.